# Marisel Tuchtfeldt
Marisel Tuchtfeldt (Buenos Aires, Argentina; 7 de noviembre de 1962-ibídem; 27 de diciembre de 2016) fue una modelo y diseñadora argentina.

## Carrera
Tuchtfeldt fue una famosa modelo que tuvo su momento de apogeo en los años 1980, tras ser elegida Miss Argentina. Con su cabello rubio y ojos claros, modeló prendas de grandes diseñadores por las pasarelas porteñas como Ricardo Piñeiro. Junto a reconocidas modelos del momento como fueron Anamá Ferreyra, Teté Coustarot, Silvina Chediek, Nathalie Sielecki, Valeria Murray y Karina Laskarin, compartió tanto el escenario como las gráficas. Apareció en numerosas tapas de revistas, como la revista Gente. También tuvo algunas apariciones en la pantalla chica.
Madre de cuatro hijos (Camila, Martina, Sofía y Matías), en los últimos años se dedicó a diseñar bisutería. Hace unos años se la había relacionado con Mauricio Macri, cuando era jefe de Gobierno, pero los rumores pronto fueron acallados y todo quedó en el olvido.
La modelo Marisel Tuchtfeldt falleció en el mediodía del martes 27 de diciembre de 2016 producto de un accidente cerebrovascular mientras se encontraba manejando su vehículo en la localidad bonaerense de San Isidro, a la altura de Libertador y España. El 7 de noviembre de ese año había cumplido 54 años de edad. Sus restos descansan en el Cementerio Memorial de la provincia de Buenos Aires.